# Pediatrie

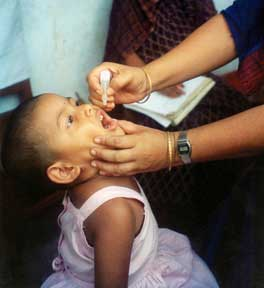
Očkování proti dětské obrně v Bangladéši

Pediatrie neboli dětské lékařství je obor vnitřního lékařství zabývající se péčí o zdraví kojenců, dětí a mladistvých. Horní věková hranice pacientů se v různých zemích liší a pohybuje se od 14 do 21 let. V Česku je touto hranicí den předcházející 19. narozeninám (v odůvodněných případech může být věk i vyšší).
Praktickému lékaři, který se tímto oborem zabývá, se říká také pediatr.
Slovo pediatrie (a slova z něj odvozená) pochází z řeckého παῖς (pais = dítě) a ιατρός (iatros = lékař), znamená tedy dětský lékař.

## Pediatrie obecně

### Rozdíly mezi léčením dětí a dospělých
Léčba dětí a dospělých se od sebe liší v mnoha ohledech. Rozdíly ve velikosti lidského těla odpovídají i rozdílům a změnám během dospívání. Menší tělo kojenců či novorozeňat se fyziologicky podstatně liší od těla dospělého člověka. Pediatři si musí více všímat vrozených a vývojových vad nebo genetických odlišností.
Také spoustu dědičných chorob mnohem častěji léčí pediatři než lékaři pro dospělé, neboť ještě donedávna se většina takto nemocných dospělosti vůbec nedožila. Mezi nejznámější příklady patří srpkovitá anémie, cystická fibróza nebo thalasemie. Infekčními chorobami a imunizací se opět zabývají především dětští lékaři.
Dětství je období nejvýraznějšího růstu, vývoje a dozrávání všech orgánů lidského těla. K rozpoznání normálních odlišností od těch patologických vedou léta školení a praxe nad rámec běžného lékařského vzdělání.
Léčit dítě není stejné jako léčit zmenšeného dospělého. Hlavní rozdíl mezi léčením dětí a dospělých je, že se děti, ve většině právních systémů, nemohou rozhodovat samy za sebe. Pediatr vždy musí brát ohled na otázku poručnictví, práva na soukromí, právní odpovědnosti a informovaného souhlasu. Jinými slovy, pediatr musí častěji jednat i s rodiči (a někdy s celou rodinou) než jen se samotným dítětem. Samotnou právní kategorii tvoří mladiství, kteří mají za jistých podmínek právo sami rozhodovat o jim poskytované zdravotní péči. Toto právo ovšem často podléhá změnám a liší se stát od státu.

### Vzdělávání pediatrů
Vzdělávání pediatrů je ve všech částech světa jiné. Obecně vzato, stejně jako všichni ostatní praktičtí lékaři i pediatři nejprve absolvují třístupňový studijní cyklus na lékařské fakultě příslušné univerzity a poté obdrží lékařský titul.
Záleží na univerzitě a příslušné právní normě, zda je k přijetí na lékařský obor nutné předchozí vysokoškolské vzdělání či nikoliv. Druhý způsob je častější v zemích Commonwealthu. Samotné studium pak trvá pět až šest let. V USA ale například uchazeči o magisterské studium, které je potom čtyř až pětileté, musí již mít titul z předešlého tří až čtyřletého studia (obvykle, i když to není pravidlem, z nějakého přírodovědného oboru). Absolvent medicíny obdrží titul, jehož podoba se liší podle státu a univerzity, na které jej získal. Tento titul jej pak opravňuje k vykonávání lékařské praxe.
Pediatři se poté musí dále vzdělávat ve svém oboru. Podle příslušných předpisů nebo stupně specializace to obvykle trvá od tří do šesti let (někdy samozřejmě i více). Pro praktické lékaře, jejichž práce spočívá v primární péči, toto studium bývá kratší než u nemocničních specialistů.
Ve většině zemí je první cyklus studia obvykle společný pro všechny lékařské profese. Najdou se ale i takové univerzity, kde se pediatři profilují ještě před ukončením prvního cyklu studia. V některých zemích budoucí pediatři po ukončení tohoto prvního cyklu začínají rovnou studovat obor pediatrie, v jiných musí ještě předtím absolvovat další vzdělávání v oboru všeobecného lékařství a až poté se mohou dále specializovat. Častěji než pod univerzitu tito specialisté spadají pod různé pediatrické organizace, které bývají jednotlivými vládami podporovány různou měrou. Většina pediatrických organizací je celonárodních, jako například Česká pediatrická společnost.

### Užší specializace v pediatrii

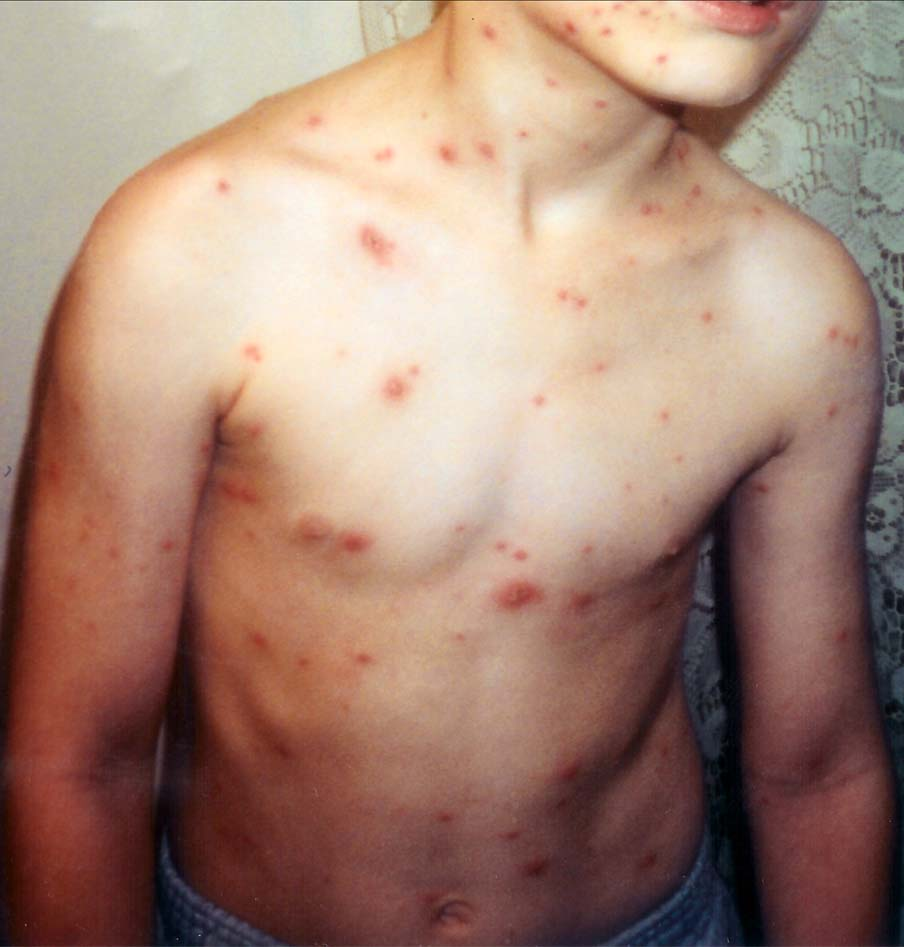
Plané neštovice

Pediatři se mohou dále specializovat. Vzdělávání specializovaných pediatrů je v mnohých ohledech podobné tomu u specialistů pro dospělé. Největší rozdíl je v typech nemocí, kterými se musí zabývat. Nemoci, které se často vyskytují u dětí, totiž bývají vzácné u dospělých (například rotavirus či zánět průdušinek) a naopak některé časté choroby dospělých se u dětí vyskytují jen zřídka (například choroby srdeční tepny či žilní trombóza). Pediatr kardiolog se tedy zabývá stavem srdce u dětí, zejména vrozenými srdečními vadami, pediatr onkolog většinou léčí ty typy rakovin, které se spíše objevují u dětí (jisté druhy leukémie, lymfomů nebo zhoubných nádorů). Pediatrie se specializuje na stejné obory jako lékařství pro dospělé (samozřejmě až na geriatrii).
Stále více se rozvíjející specializací je lékařství pro dorost. Typy nemocí, které se u mladistvých objevují připomínají nemoci dospělých a specializovaní lékaři pro dorost se také často profilují z oblasti vnitřního nebo rodinného lékařství.
Zcela jedinečným oborem je neonatologie, péče o novorozence.

### Sociální role pediatrů
Díky značnému vzdělání, které je nutné pro vykonávání praxe, a také proto, že povolání lékaře vyžaduje jistou morální a právní zodpovědnost, je na pediatry, stejně jako na ostatní lékaře nahlíženo jako na učenou vrstvu společnosti. Pediatři mívají vysoké sociální postavení a často se čeká, že i vysoký a stabilní příjem a další pracovní jistoty. Praktičtí lékaři ale obecně mají dlouhé a nepravidelné směny (často v nočních hodinách), přičemž ale mohou vydělávat méně než lidé se srovnatelným vzděláním. Neonatologové a všeobecní dětští lékaři zaměstnaní v nemocnici musí být často neustále na příjmu, ať už kvůli možným perinatálním komplikacím (hlavně u rizikových těhotenstvích) nebo kvůli péči o nemocné novorozence.

## Pediatrie v České republice
Pediatrie má podle současné koncepce dva hlavní atestační obory: dětské lékařství a praktické lékařství pro děti a dorost.

### Dětské lékařství

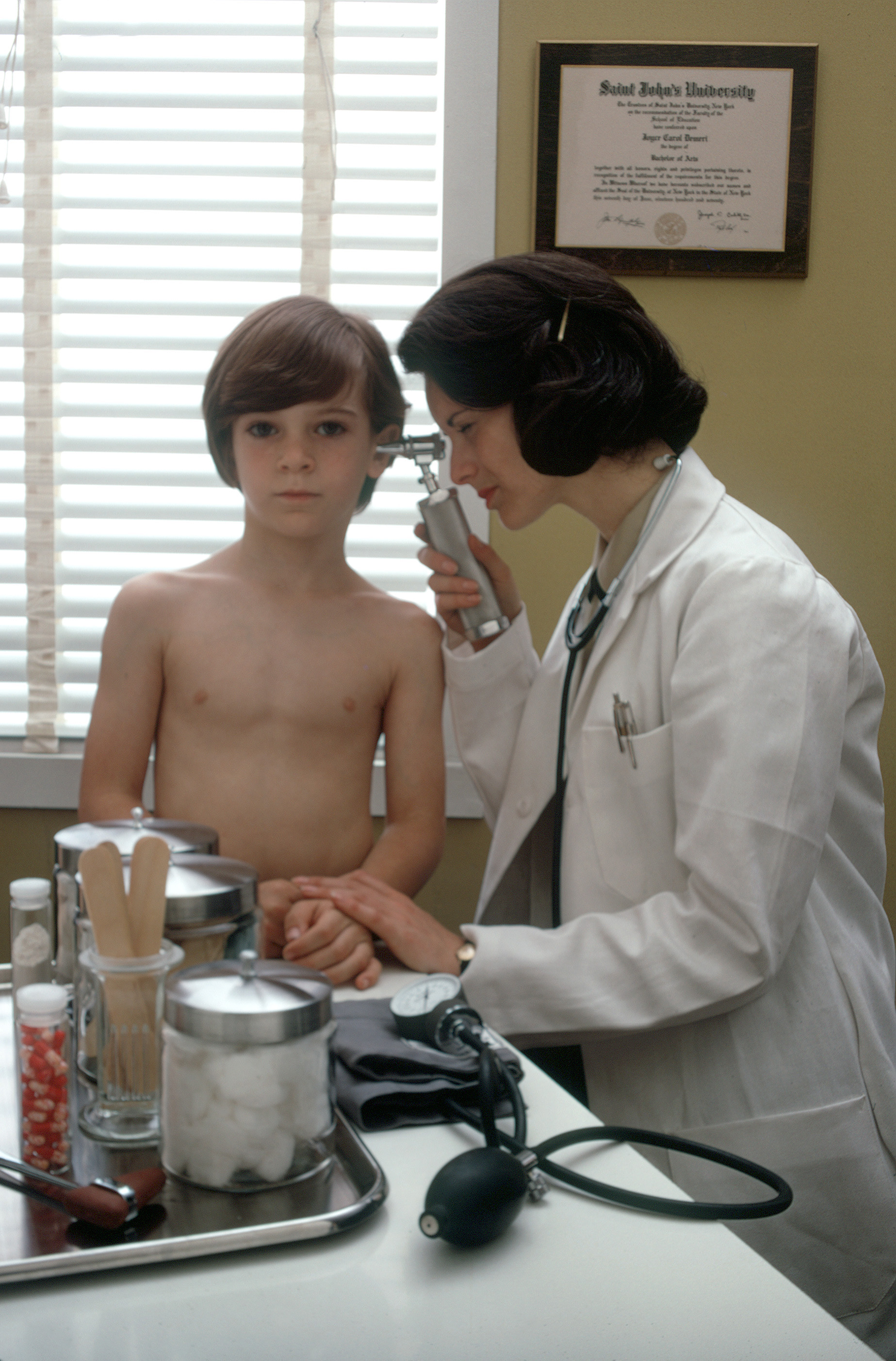
Vyšetření dítěte

Atestovaný dětský lékař by měl mít teoretické znalosti a praktické dovednosti z dětského lékařství nezbytné k samostatné práci na dětských odděleních/klinikách poskytujících péči dětem a dorostu hospitalizovaným nebo léčeným na ambulancích nemocnic.
Předatestační příprava trvá minimálně 5 let, během kterých lékař kromě dětských oddělení absolvuje praxi i na ORL, chirurgii, ortopedii, traumatologii, dermatologii, ARO, infektologii a psychiatrii.
Absolvování specializovaného vzdělávání v oboru dětské lékařství je předpokladem pro vstup do specializovaného vzdělávání v oboru neonatologie, dorostové lékařství, dětská gastroenterologie a hepatologie, dětská kardiologie, dětská pneumologie, dětská revmatologie, dětská nefrologie, dětská onkologie a hematologie.

### Praktické lékařství pro děti a dorost
Atestovaný praktický lékař pro děti a dorost získává způsobilost k samostatnému vykonávání praxe praktického lékaře pro děti a dorost. Jde o práci v primární péči, tedy o zajištění prvního kontaktu pacienta se zdravotnickým systémem. Charakteristickým rysem primární péče v pediatrii je velký důraz kladený na prevenci. Preventivní charakter oboru podtrhuje klíčová úloha pravidelných prohlídek a pravidelného očkování. Praktický lékař umožňuje včasný záchyt některých chorob, která se zpočátku mohou projevit jen zpomalením fyziologického vývoje dítěte.
Předatestační příprava trvá minimálně 5 let, během kterých lékař kromě dětských oddělení absolvuje praxi i na ORL, chirurgii, ortopedii, traumatologii, dermatologii, ARO, infektologii a psychiatrii.
Primární péčí o děti a dorost se může zabývat i lékař s atestací z oboru rodinné lékařství.